# Cay Lembcke
Cay Lembcke (15. december 1885 – 31. januar 1965), Ritmester, stifter af Det Danske Spejderkorps og den danske nationalsocialistiske bevægelse og DNSAP, Danmarks Nationalsocialistisk Arbejderparti.
Han var søn af generalløjtnant Immanuel Lembcke og bror til kommandørkaptajn Preben Lembcke (1886-1965).

## Det Danske Spejderkorps stifter og første leder
Lembcke stiftede i 1909-10 Det Danske Spejderkorps og arrangerede i 1911 med Baden-Powells besøg det første store spejdertræf på Eremitagesletten i Klampenborg.

Cay Lembcke udgav en forkortet oversættelse af Baden-Powells Scouting for Boys, hvor målet var at skabe sunde, stærke og lydige borgere, der ville efterkomme ordrer. Eller som Lembcke selv formulerede det:

"Jeg vil driste mig til den Paastand, at alle Drenge er fødte Soldater – at de i ethvert Fald til at begynde med er besjælet af de rette krigeriske Instinkter… Kamplege er, om man vil, en Slags Manøvre med Drenge."

I begyndelsen af 1920'erne var spejderkorpset i krise, og Cay Lembcke søgte en tilnærmelse til arbejderbevægelsens DUI (i dag DUI – Leg og Virke). Korpset blev splittet, og i 1923 trådte Cay Lembcke tilbage som spejderchef.
I 1920'erne var Cay Lembcke formand for Gardehusarernes Idrætskommité og indførte gymnastisk træning inspireret af Niels Bukh.

## Stifter af DNSAP
Cay Lembcke var både stifter af og første "fører" i Danmarks Nationalsocialistiske Arbejderparti. Fra stiftelsen den 16. november 1930 til den 26. juli 1933 kontrollerede Cay Lembcke partiet til Frits Clausen overtog. Ved partiets stiftelse udtalte Lembcke, at partiets første opgave var at udelukke kvinder fra det offentlige liv:

"Danmarks national-socialistiske Arbejderparti vil med alle Midler kæmpe for at holde Kvinderne ude fra Rigsdagen og fra Kommunalpolitikken, hvor de aldrig har gjort nogen Gavn, men megen Skade"

Også racespørgsmål blev der plads til:

"Vi kræver en dansk, ikke en jødisk presse." og "Hovedstadpressen er en fuldstændig jødepresse. De store dagblade er rene og skære forretninger. De ejes eller kontrolleres af jøder. Hvad betyder dette?"